# نايجل هاسلبانك
نايجل هاسلبانك (بالهولندية: Nigel Hasselbaink)‏ (21 نوفمبر 1990 بأمستردام في هولندا - ) هو لاعب كرة قدم هولندي في مركز الهجوم. لعب مع أياكس أمستردام وسانت جونستون وغو أهد إيغلز ونادي آيندهوفن ونادي إكسلسيور ونادي سانت ميرين وهاميلتون أكاديميكال وVeria F.C. ‏.

## وصلات خارجية
- نايجل هاسلبانك على موقع قاعدة بيانات كرة القدم.إي يو (الإنجليزية)
- نايجل هاسلبانك على موقع ناشيونال فوتبول تيمز (الإنجليزية)
- نايجل هاسلبانك على موقع Soccerbase.com (لاعب) (الإنجليزية)
- نايجل هاسلبانك على موقع Soccerway.com (الإنجليزية)
- نايجل هاسلبانك على موقع عالم كرة القدم.نت (الإنجليزية)